# Hyphydrus perforatus
Hyphydrus perforatus är en skalbaggsart som beskrevs av Régimbart 1895. Hyphydrus perforatus ingår i släktet Hyphydrus och familjen dykare. Inga underarter finns listade i Catalogue of Life.